# Jim Higgins
Pour les articles homonymes, voir Higgins.
Jim Higgins (né le 4 mai 1945 à Ballyhaunis) est un homme politique irlandais, membre du Fine Gael.

## Biographie
Il siège au conseil du comté de Mayo de 1979 à 1995 et en est vice-président de 1980 à 1981.
Il est nommé au Seanad Éireann, le Sénat de la république d'Irlande, en 1981 par le Taoiseach (Premier ministre) Garret FitzGerald. Il n'y est pas reconduit pour la législature suivante. Il retrouve son siège au Seanad en étant élu en 1983.
Lors des élections générales de 1987, il est élu député au Dáil Éireann, chambre basse du parlement. Il siège pendant quatre mandats consécutifs en tant que Teachta Dála dans la circonscription de Mayo East (1987-1997) puis celle de Mayo (1997-2002). Il ne retrouve cependant pas son siège au Dáil lors des élections générales de 2002 mais revient au Seanad qu'il quitte en 2004 après son élection comme député européen.
Il est élu député européen lors des élections européennes de 2004 en étant élu dans la circonscription du Nord-Ouest. Il est réélu en 2009.
Au cours de la 7e législature au Parlement européen, il siège au sein du groupe du Parti populaire européen, dont il est membre du bureau depuis le 20 février 2010. Il est questeur et membre du bureau du Parlement européen depuis juillet 2009. Il est également membre de la commission du transport et du tourisme.